# Georg Eggert von Woedtke
Georg Eggert von Woedtke (* 4. Juli 1698 in Sydow; † 23. November 1756 in Zwickau) war ein preußischer Generalmajor und Ritter des Ordens Pour le Mérite.

## Leben
Er entstammte der uradeligen pommerschen Adelsfamilie Woedtke und war Erbherr auf Woedtke, Zirkwitz, Buslar und Sydow.
Woedtke trat, der Familientradition folgend, als Offiziersbewerber in die preußische Armee ein. Er nahm an den Schlesischen Kriegen Friedrichs des Großen teil. Bei Ende des Zweiten Schlesischen Krieges war er Oberst im Regiment „von Kalckstein“ zu Fuß. Bei den jährlichen vom König abgenommenen Revueen der Truppen zeichnete er sich aus und wurde am 26. Mai 1747 mit dem Orden Pour le Mérite ausgezeichnet. In der Spenerschen Zeitung wird diese Verleihung wie folgt berichtet: „Gestern hielten S.M. im gemeldeten Thiergarten auch über die Regimenter… des General Feldmarschall von Kalckstein und des Generalieutenants von Hacke die Spezialrevue…. Nach der gestrigen Revue des Kalcksteinschen Regiments haben S.M. den folgenden… Eggert Georg von Woedtke… mit dem Orden p.l.m. begnadet…“
Woedtke diente weiter in der Armee und starb 1756 als Generalmajor. Er war seit dem 3. September 1734 mit Johanna von Grapendorf († 1781) verheiratet und hatte mit ihr mehrere Söhne, darunter die Offiziere:
- Friedrich Wilhelm (1736–1776), General im Amerikanischen Unabhängigkeitskrieg
- August Heinrich (* 1740, † nach 1768), Pour le Merite für Zorndorf[5]
- Leopold Christian (* 1737, † nach 1782), 1782 wegen Schulden entlassen, starb in der Türkei
- Wilhelm Karl Maximilian[6] († 5. März 1811) ⚭ Christiane Sophie von Versen (* 4. März 1757; † 18. Dezember 1822), Eltern von Generalmajor Leopold Christian von Woedtke